# Krisztina Papp (cestista)
Krisztina Papp (Budapest, 10 maggio 1978) è un'ex cestista ungherese.

## Carriera
Con l'Ungheria ha disputato i Campionati mondiali del 1998 e due edizioni dei Campionati europei (2001, 2003).